# Jan Nožička
Jan Nožička (* 20. května 1991 Jičín) je český hudební a reportážní fotograf.

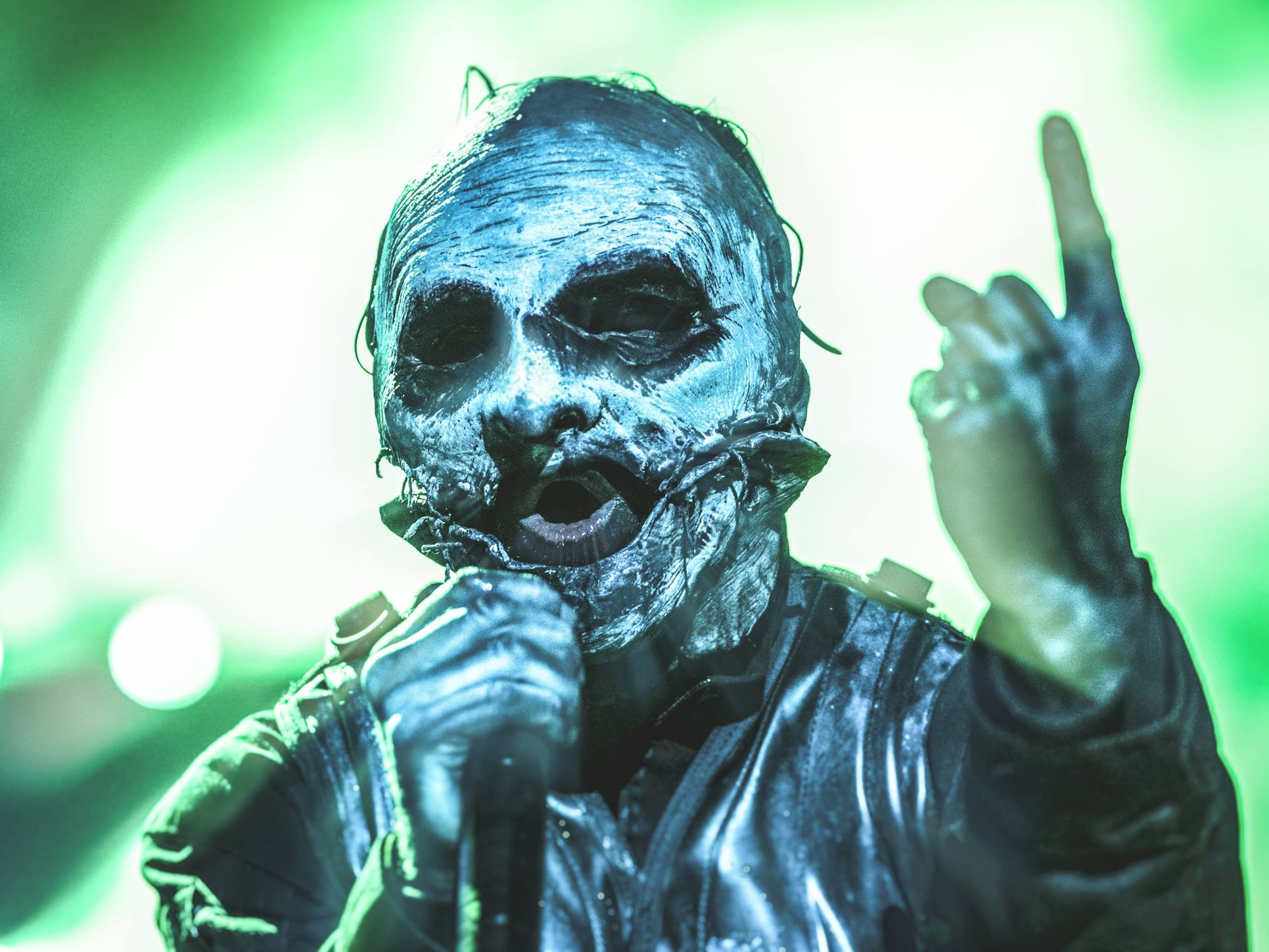
Slipknot

## Život a dílo
Narodil se 20. května 1991 v Jičíně. Fotografem se vyučil na Hradecké škole Služeb. Má za sebou několik ocenění: Absolutní vítěz Czech Student Photo, 2. místo Fotograf Roku 2010 Junioři a Mistr projektu Week of Life Adolfa Ziky.
Od roku 2011 se začíná věnovat převážně reportážní fotografií v oblastní koncertní fotografie. Jako koncertní fotograf se zúčastnil turné Kurtizán z 25. Avenue, v roce 2013 podzimní částí akustické Tour Anny K. Od roku 2014 se stává součástí týmu internetového a tabletového hudebního magazínu Headliner.
Na konci roku 2014 uspořádal výstavu "Výstava na Turné" šlo o cyklus koncertních fotografií. Putovní výstava se konala v Praze, Jičíně, Svitavách, Náchodě a v Hradci Králové.
V roce 2016 fotografoval turné kapely Lucie - 30 let.

## Ocenění
- Vítěz 1. místo Kostel kaplička, FotoAkademie, 2012
- Vítěz celostátní soutěže FotoAkademie, 2011[4]
- Vítěz časopisu FotoVideo 2. místo v soutěži Fotograf Roku 2010 Junior

## Galerie

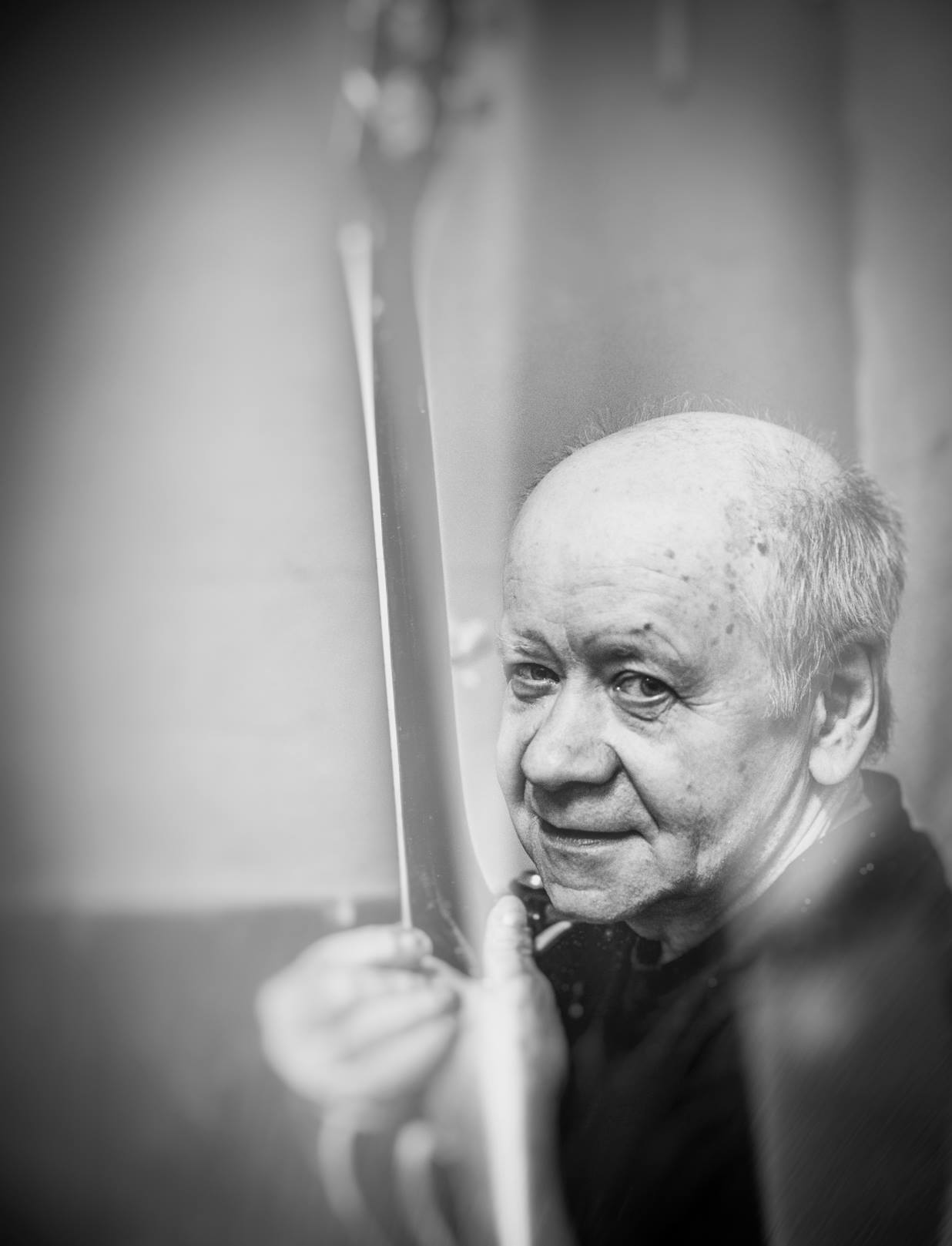
Radim Hladík
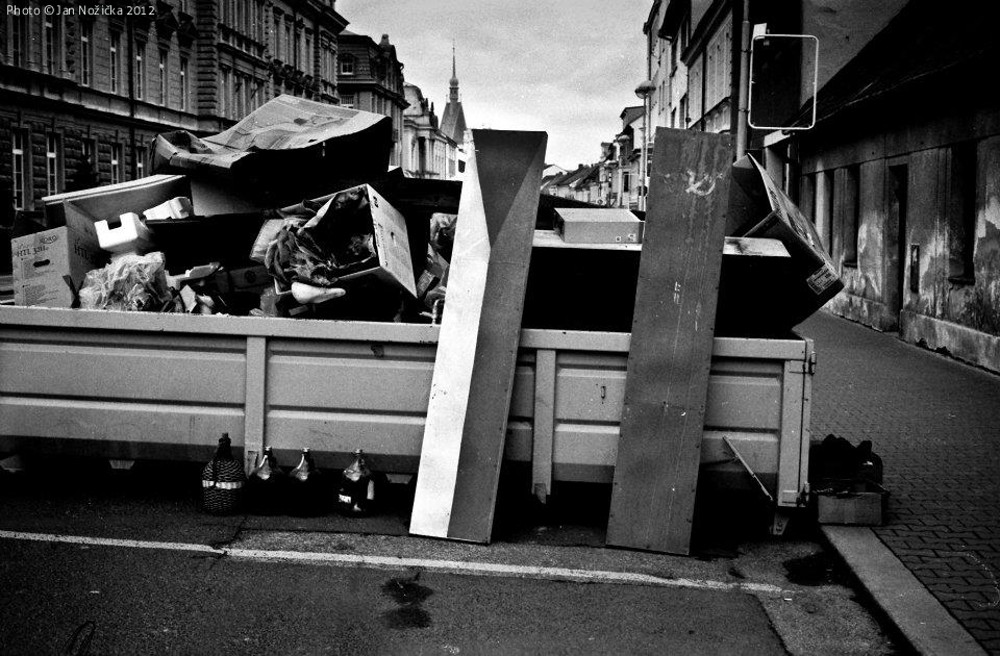
Z cyklu Analogy
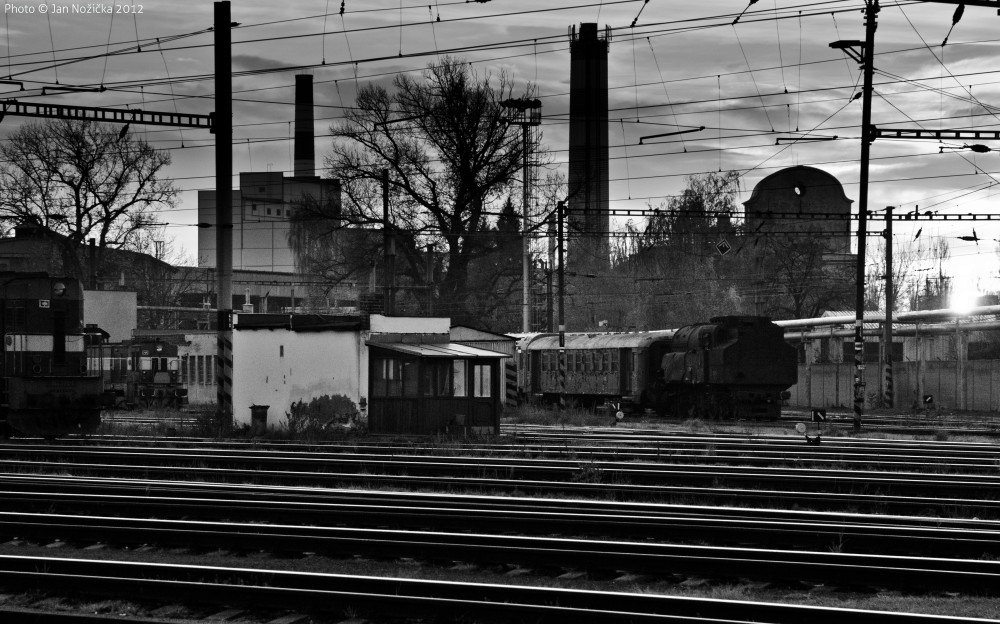
Z cyklu Neznámá tvář Hradeckého nádraží
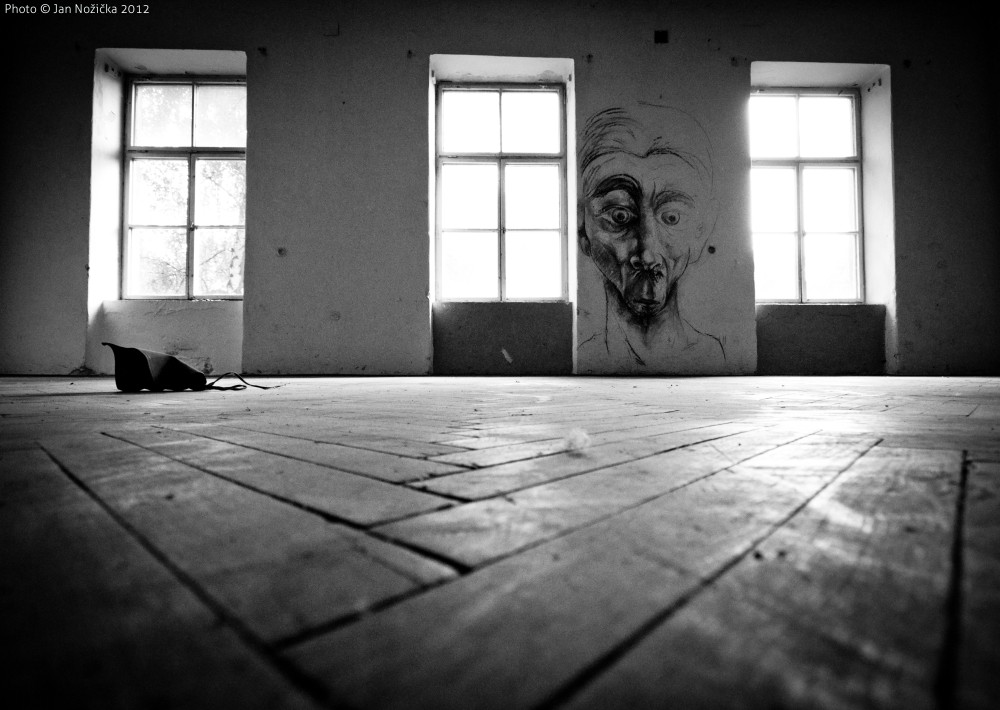
Z cyklu Opustena mista
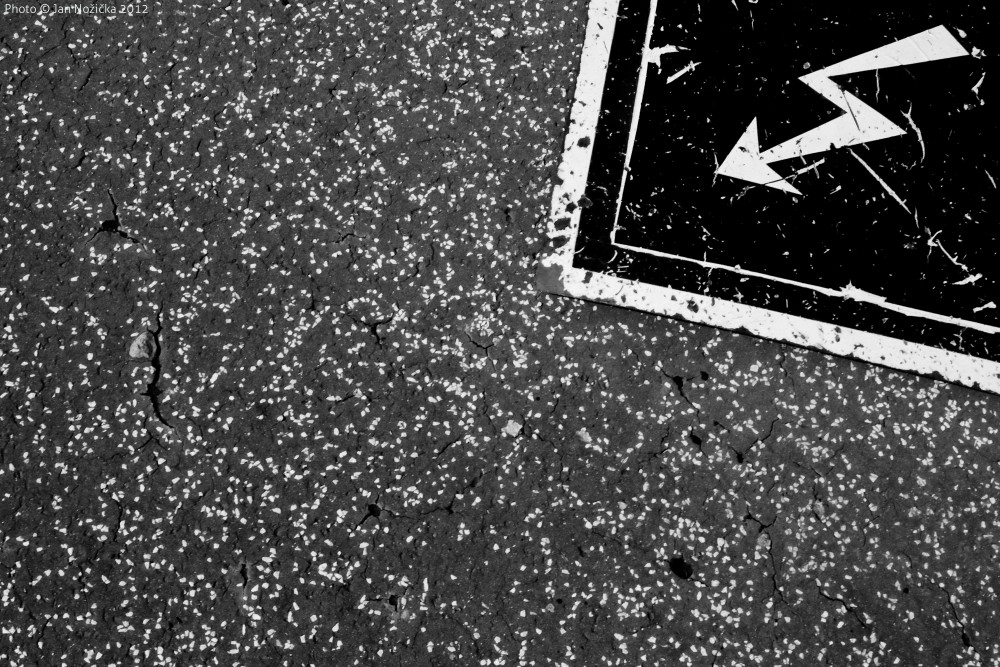
Z cyklu Tvary
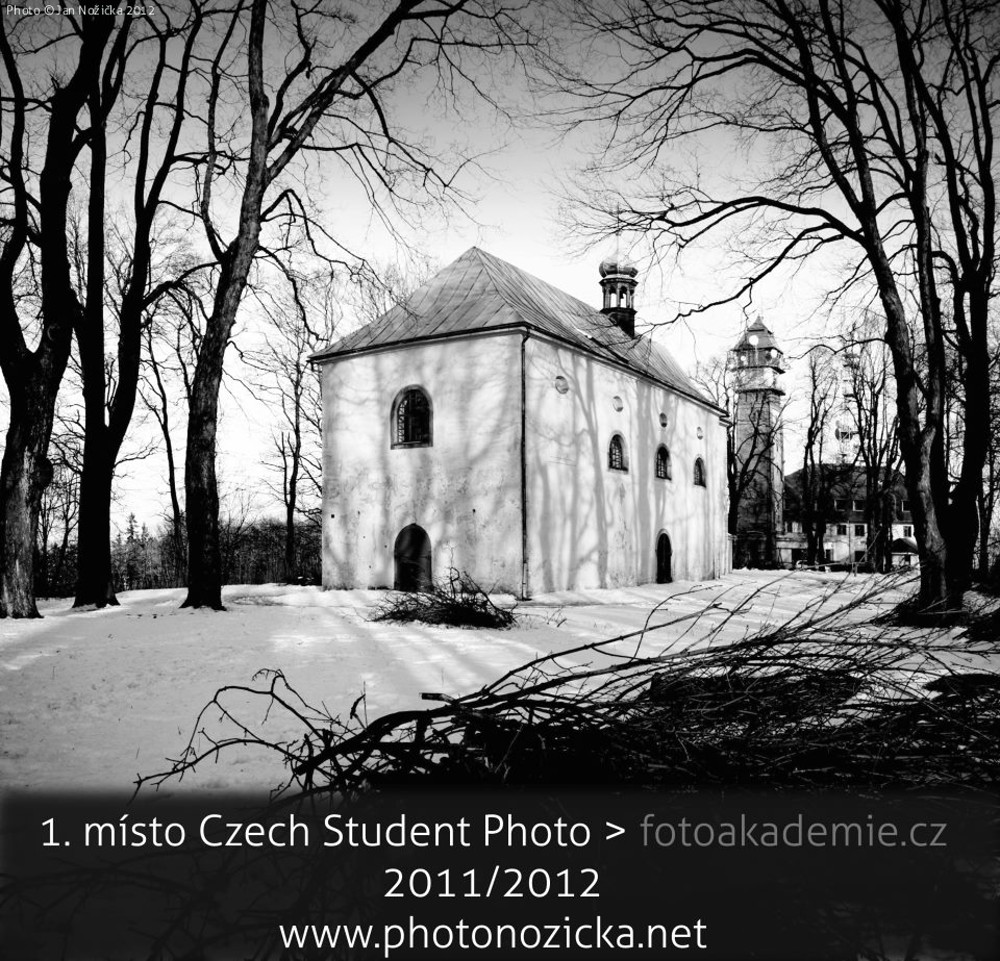
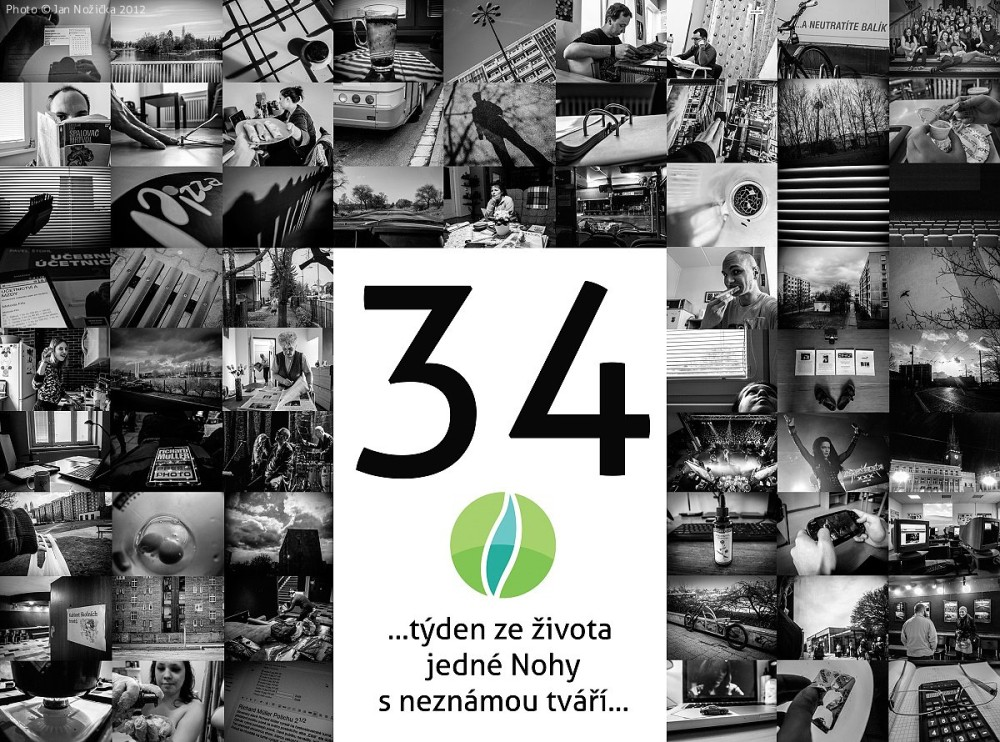